# Ašský potok
Der Ašský potok (deutsch Äsch, auch Ascher Bach bzw. Ascha) ist ein linker Zufluss des Bílý Halštrov/Weiße Elster in Tschechien.

## Verlauf
Der Ašský potok entsteht am westlichen Fuße des Skřivánčí vrch (Lerchenpöhl) beim Stadion Tyršův dům in Aš aus zwei kleinen Bächen. Der Oberlauf des Baches führt auf einer Länge von ca. zwei Kilometern verdolt östlich am Selbský vrch (Selber Berg) vorbei und durch das Stadtzentrum von Aš. Am nördlichen Stadtrand tritt der Bach in 610 m n.m. bei 50° 13′ 51,1″ N, 12° 11′ 13″ O am westlichen Fuß des Háj (Hainberg, 758 m n.m.) in einem kleinen Teich zu Tage.
Vorbei an Dolní Krásná (Unter-Schönbach), Na Háji (Hainhäuser), dem Teich Koupaliště, dem Klärwerk Aš und Větrov (Wiedenfeld) fließt der Bach anschließend nach Norden. Dort erreicht der Ašský potok den Naturpark Halštrov und fließt hart an dessen Grenze in nordöstlicher Richtung über Marak am Hainwald vorbei nach Podhradí. Am südlichen Fuße des Studánecký vrch (Hungersberg, 697 m n.m.) und des Kopaninský vrch (Pfefferleithe, 646 m n.m.) verläuft der Bach auf seinem Unterlauf in östliche Richtung. Südlich von Kopaniny mündet der Ašský potok nach ca. 7,3 Kilometern am Fuße der Vyhlídka (Leitenberg, 681 m n.m.) in die Weiße Elster.

## Zuflüsse
- Schönbacher Bach (l), am Teich Koupaliště bei Dolní Krásná
- Widembach, auch Schwarzlohbach (l), bei Větrov
- Sorgbach (l), bei Marak
- Elfhausener Bach (l), unterhalb von Marak
- Ottenbach (l), unterhalb von Podhradí